# Calyptronoma
Calyptronoma é um género botânico pertencente à família Arecaceae.